# Calapana
Calapana är ett släkte av fjärilar. Calapana ingår i familjen tandspinnare.
Kladogram enligt Catalogue of Life:
| Calapana | \| \| Calapana basivacua \| \| \| \| \| \| Calapana calapana \| \| \| \| |
|          | \| \| Calapana basivacua \| \| \| \| \| \| Calapana calapana \| \| \| \| |
|          | Calapana basivacua                                                       |
|          |                                                                          |
|          | Calapana calapana                                                        |
|          |                                                                          |